# Rankweil
Rankweil je obec v rakouské spolkové zemi Vorarlbersko v okrese Feldkirch. Žije zde přibližně 12 tisíc obyvatel.

## Osobnosti města
- Klaus Bodenmüller (* 1962), atlet